# Acalypha delpyana
Acalypha delpyana är en törelväxtart som beskrevs av François Gagnepain. Acalypha delpyana ingår i släktet akalyfor, och familjen törelväxter. Inga underarter finns listade i Catalogue of Life.